# Tommy Howe
Thomas Howe (6 tháng 5 năm 1892 - 1957) là một cầu thủ bóng đá người Anh thi đấu ở Football League cho Stoke.

## Sự nghiệp
Howe đực kí hợp đồng với tư cách hậu vệ dự bị cho Bob McGrory, Howe thi đấu trên sân Victoria Ground trong 5 năm và có nhiều lần thi đấu cho đội một, lần tốt nhất là 24 trận ở mùa giải 1923-24. Sau khi bị giải phóng hợp đồng năm 1925 ông trải qua 8 tháng không thi đấu trước khi gia nhập Featherstone Rovers.

## Thống kê sự nghiệp
| Câu lạc bộ          | Mùa giải            | Giải quốc nội       | Giải quốc nội | Giải quốc nội | Cúp FA  | Cúp FA    | Tổng    | Tổng      |
| Câu lạc bộ          | Mùa giải            | Hạng đấu            | Số trận       | Bàn thắng     | Số trận | Bàn thắng | Số trận | Bàn thắng |
| ------------------- | ------------------- | ------------------- | ------------- | ------------- | ------- | --------- | ------- | --------- |
| Stoke               | 1921-22             | Second Division     | 1             | 0             | 0       | 0         | 1       | 0         |
| Stoke               | 1922-23             | First Division      | 6             | 0             | 0       | 0         | 6       | 0         |
| Stoke               | 1923-24             | Second Division     | 24            | 1             | 0       | 0         | 24      | 1         |
| Stoke               | 1924-25             | Second Division     | 19            | 0             | 0       | 0         | 19      | 0         |
| Stoke               | 1925-26             | Second Division     | 6             | 1             | 0       | 0         | 6       | 1         |
| Tổng cộng sự nghiệp | Tổng cộng sự nghiệp | Tổng cộng sự nghiệp | 56            | 2             | 0       | 0         | 56      | 2         |